# الاستيطان الإيراني في الأهواز
الاستيطان الإيراني في الأحواز هي تجمعات سكانية غير عربية أقامتها حكومات الاحتلال الإيرانية المتعاقبة منذ الغزو العسكري الإيراني للأحواز 1925 م. تتميز هذه المستوطنات عن المناطق والأحياء العربية الأحوازية بأنها تحتوي على بنية تحتية خدماتية وأمنية متكاملة وتستوعب أعداد ضخمة من الإيرانيين الذين يتم جلبهم من خارج الأحواز وتوطينهم في المنطقة. وكان الاستيطان الإيراني في الأحواز السبب الأساسي وراء أندلاع أنتفاضة إبريل عام 2005م في المنطقة بسبب تسريب رسالة محمد علي أبطحي وهو مدير مكتب رئيس الإيراني السابق خاتمي عن مشروع تغيير الطبيعة السكانية في الأحواز العربية لصالح الإيرانيين. اندلعت على أثر الرسالة المسربة، انتفاضة عربية ضخمة في الأرض المحتلة قمعت بشدة من قبل السلطات الإيرانية. وصف الأحوازيين المشروع حينها بسياسة تطهير عرقي. في سبتمبر 2005 في مرحلة متقدمة جداً من كشف المخططات الإيرانية الاستيطانية في الأحواز كشفت المنظمة الإسلامية السنية الأحوازية عن مشروع إيراني ضخم تديره مؤسسة أروند كنار التابعة لرفسنجاني يقضي بتهجير العرب من منطقة واسعة جداً في الجنوب الأحوازي وهي منطقة القصبة على سواحل الخليج العربي لأرض تمتد لـ 100 كم وعرض 12 كم بحجة اقامة منطقة حرة. في أكتوبر 2008 وحدها تم توثيق تهجير 500 عائلة أحوازية من منطقة الشعيبية وجلب مستوطنين إيرانيين مكانهم ضمن مخططات الإيرانية لتفريس الأحواز.

## تقرير مؤسسة الدراسات القومية الأحوازية
كشف تقرير واسع لمؤسسة الدراسات القومية الأحوازية عن مشروع فارسي لتوطين خمسة ملايين إيراني في الأحواز على المدى المتوسط وتوطين 11 مليون ضمن الخطة العشرينية في مدن استيطانية في الأحواز العاصمة (رامين وشيرين). ويرصد المشروع الاستيطان وسرقة الأراضي منذ الغزو الإيراني 1925 لتحويل مساحة الأحواز كأرض من 375 ألف كيلومتر مربع إلى 163 ألف كم، كما يقضي المشروع الإيراني بتقسيم ما تبقى من الأحواز كوحدة جغرافية واحدة إلى ثلاثة محافظات للقضاء على حلم الاستقلال الأحوازي. وهي أكبر عملية تغيير سكاني تنفذها إيران في المنطقة العربية، وتتشكل من ثلاثة مراحل تحت مسميات تشكيل محافظات «خوزستان شمالي», «خوزستان جنوبي» و «أروندان». وقالت مؤسسة الدراسات إن الأحواز تتصدر مشاريع الاستيطان الإيرانية.